# 2024 год в России

## События

### Январь
- 3 января — В социальной сети ВКонтакте установили рекорд по числу просмотров в «VK Клипах» — 2 миллиарда просмотров за сутки[1]
- 12 января — Введена обязательная выплата работодателем работнику неустойки в виде процентов при задержке заработной платы[2]
- 26 января — Начато строительство атомного ледокола «Ленинград»[3][4]
- 28 января — Введён в эксплуатацию новый зимовочный комплекс антарктической станции «Восток»[5][6]
- 31 января — Принят закон о конфискации имущества за фейки об армии России[7][8]

### Февраль
- 1 февраля — Начато строительство моста через Лену от Якутска до Большой земли[9]
- 3 февраля — После модернизации возобновил полёты Ту-214[10][11]
- 4 февраля — Олег Кононенко установил мировой рекорд по общему пребыванию в космосе, превысив достижение Геннадия Падалки (878 суток 11 часов 29 минут 48 секунд)[12][13]
- 16 февраля — Платформа «Мосмедии» открыта для использования искусственного интеллекта любой медицинской организацией России. Для обучения медицинских нейросетей создано 350 наборов данных . На февраль 2024 года нейросети данной платформы способны диагностировать 37 заболеваний[14][15][16][17].
- 21 февраля — Отозвана лицензия «Киви банка»[18][19]
- 26 февраля — Национализированы АО «Челябинский электрометаллургический комбинат», АО «Серовский завод ферросплавов» и АО «Кузнецкие ферросплавы»[20][21]
- 28 февраля 
  - Отозвана лицензия банка «Гефест»[22][23][24]
  - Принят закон о полном запрете рекламы у иностранных агентов[25][26]
- 29 февраля — Зарегистрирован Спутник V с обновлённым составом[27][28]

### Март
- 1 марта — Похороны Алексея Навального[29][30][31]
- 2—3 марта — В г. Карабулак Ингушетии введён режим контртеррористической операции[32][33][34][35]
- 6 марта — Около Тулы открыт завод двигателей Haval[36]
- 12—21 марта — Рейд РДК и ЛСР в Белгородскую и Курскую области[37][38][39][40]
- 14 марта — Начато строительство высокоскоростной железнодорожной магистрали Москва — Санкт-Петербург[41][42]
- 15—17 марта — Президентские выборы
- 15 марта — Малые спутники-кубсаты «Хорс» №1 и «Хорс» №2 начали мониторинг гелиогеофизической обстановки на низкой околоземной орбите[43]
- 18 марта — 13 горняков оказались под завалами после обрушения шахты на золотодобывающем руднике «Пионер» в Зейском районе Амурской области. Вода в шахте поднялась на 15 метров. Объём завалов составил 9 000 м3[44][45][46][47][48]
- 20 марта — В связи с обстрелами ограничен въезд в семь поселков Белгородской области. Выставлены блокпосты[49][50]
- 22 марта — Теракт в «Крокус Сити Холле»[51][52]
- 23 марта — Запущен транспортный космический корабль «Союз МС-25» с космонавтами Олегом Новицким, Лорал О'Хара и первой участницей космического полета от Белоруссии Мариной Василевской[53][54][55][56][57]
- 29 марта — Запущена первая очередь проекта «Арктик СПГ-2»[58][59]
- 31 марта
  - Запущен спутник дистанционного зондирования Земли «Ресурс-П» №4[60][61][62][63]
  - Возобновлены лётные испытания пассажирского самолета Ил-114-300[64][65]
- Роскомнадзор начал блокировать сайты иностранных IT-компаний, не выполнивших требования закона о приземлении[66][67]

### Апрель
- 1 апреля
  - Спасательная операция на руднике «Пионер» прекращена из-за риска повторных обвалов. Все пустоты внутри рудника заполнены водой, глиной и льдом. 13 горняков будут признаны погибшими[68][69][70].
  - По делу об изъятии имущества компании «Макфа» арестованы активы на 100 триллионов рублей. Подан иск об обращении акций «Макфа» в доход государства[71][72].
- 5 апреля — В Орске произошёл прорыв грунтовой дамбы на реке Урал. В зоне затопления оказались более четырех тысяч домов и более десяти тысяч жителей. Осуществлена эвакуация людей[73][74][75].
- 11 апреля — С космодрома «Восточный» запущена ракета-носитель тяжёлого класса «Ангара-А5»[76][77][78]
- 12 апреля — Национализированы восемь дальневосточных рыбопромышленных компаний по добыче краба. Стоимость активов компаний составляет около 22 млрд рублей[79][80][81]

### Май
- 20 мая — Запущены низкоорбитальные спутники связи с 5G[82][83]
- 22 мая — Выявлены первые случаи заражения штаммом FLiRT коронавируса COVID-19. Всего выявлено 178 случаев[84][85]

### Июнь
- 5 июня — Олег Кононенко первым в мире провёл в космосе 1000 суток суммарно[86]
- 5—8 июня — Петербургский международный экономический форум 2024[87][88]
- 11 июня — Принят запрет на приватизацию соборов и храмов, и их имущества[89]
- 12 июня — Подписано соглашение между Россией и Китаем о создании совместной международной научной лунной станции[90]
- 13 июня — Московская биржа прекратила торги в долларах США и евро из-за санкций[91][92][93]
- 16 июня — Захват заложников в СИЗО Ростова-на-Дону[94][95][96]
- 23 июня — Нападения на синагоги и церкви Дагестана[97][98][97]
- 26 июня — Крушение поезда под Интой[99]
- 27 июня — Спутник «Ресурс-П» №1 разрушился на околоземной орбите[100][101]

### Июль
- 1 июля
  - К России перешло председательство в Совете Безопасности ООН[102]
  - Завершена программа льготной ипотеки[103][104][105][106]
- 3 июля — Делегация Федерального Собрания Российской Федерации приостановила участие в работе Парламентской ассамблеи ОБСЕ[107][108]
- 3—4 июля — Участие в саммите Шанхайской организации сотрудничества[109]
- 10 июля — Введён туристический налог[110]
- 11 июля — Лесные пожары в Якутии. Площадь возгорания составила 615 200 гектар. Действует 139 лесных пожаров[111][112][113]
- 12 июля
  - Увеличен налог на прибыль организаций[114][115]
  - Введена прогрессивная шкала НДФЛ[116][117]
  - Катастрофа SSJ 100 под Коломной[118]
- 17 июля — На Сахалине запущен водородный полигон[119][120]
- 29 июля — Культурный ландшафт Кенозерья включён в Список Всемирного наследия ЮНЕСКО[121][122]
- 30 июля
  - Введён запрет на проведение треш-стримов[123]
  - Блогеров с аудиторией не менее десяти тысяч подписчиков (в том числе владельцев страниц в социальных сетях, а также администраторов публичных каналов в мессенджерах) обязали раскрывать сведения о себе в Роскомнадзор[124]

### Август
- 1 августа — Начато замедление видеохостинга YouTube[125][126][127]
- 2 августа — Принят закон о майнинге криптовалют[128][129][130]
- 6 августа — Бои в Курской области
- 8 августа — Запущен туристический поезд «Чанлюйхао» между Россией и Китаем[131][132]
- 14 августа — МГТУ представлен малый спутник «Хорс» № 4 для изучения для исследования атмосферы и ионосферы Земли[133][134]
- 20 августа — Закрыт мессенджер Агент Mail.ru[135]
- 23 августа — Захват заложников в ИК-19 в Суровикино
- 28 августа
  - В 22 регионах России зафиксирована лихорадка Западного Нила[136][137]
  - На Московском центральном кольце запущен первый в России беспилотный поезд[138]
- 30 августа — Презентованы новые единые учебники по всеобщей истории и истории России для 5-9-х классов[139]

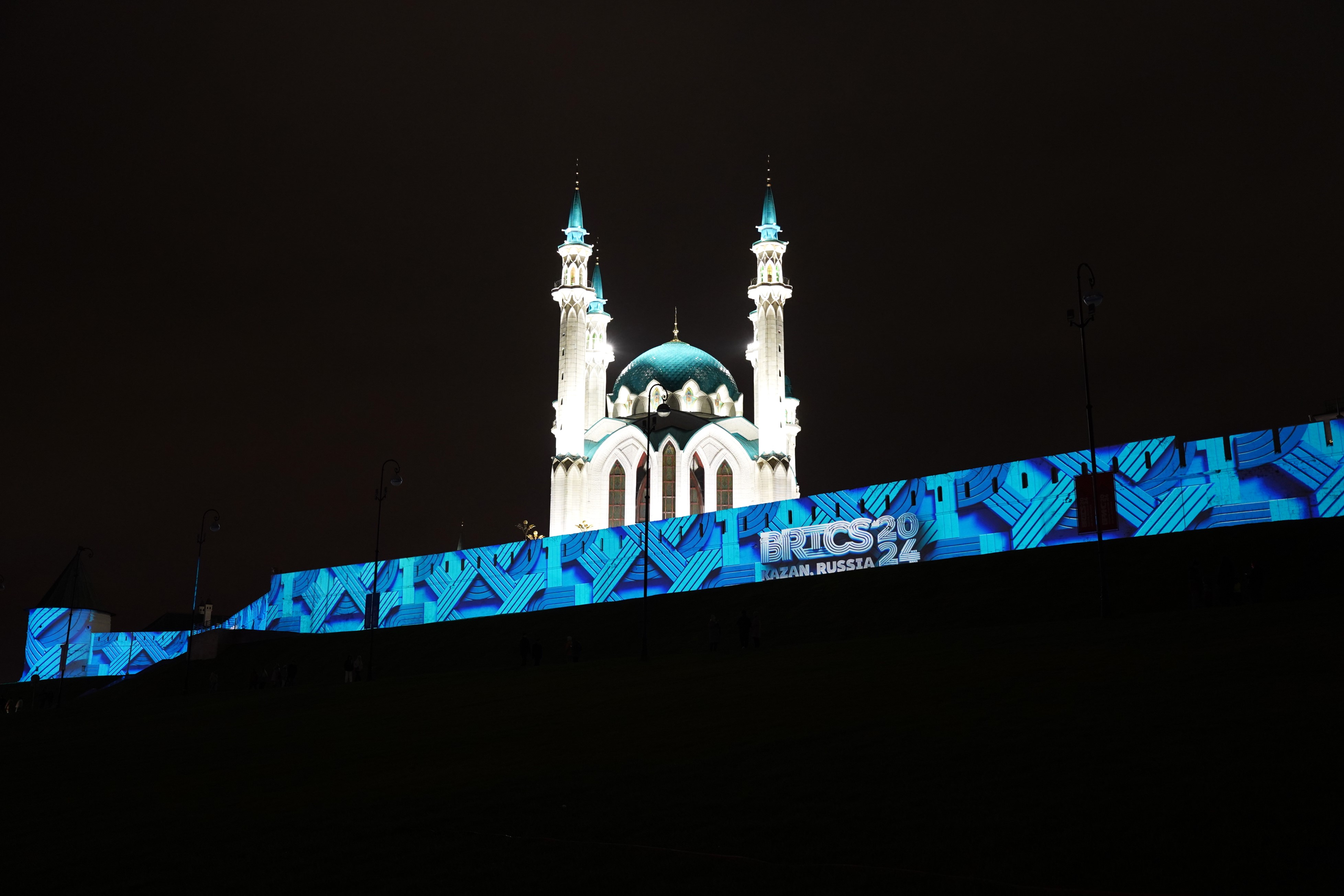
Иллюминация стен Казанского кремля в дни проведения XVI саммита БРИКС

### Сентябрь
- 1 сентября — Введён полный запрет мобильных телефонов на занятиях в школах[140][141]
- 3—6 сентября — IX Восточный экономический форум[142][143]
- 4 сентября
  - Во Владивостоке запущено производство туристических автобусов «Соллерс»[144]
  - Государственная транспортная лизинговая компания заключила контракт на приобретение 238 самолетов у Объединённой авиастроительной корпорации в 2027—2032 годах (132 Sukhoi Superjet 100, 65 Ил-114-300 и 41 Ту-214)[145]
  - На Дальнем Востоке введены в строй горно-обогатительный комбинат «Озерное» и специализированный морской порт «Суходол»[146]
- 6 сентября — Ограничение на снятие иностранной валюты продлено до 9 марта 2025 года[147][148]
- 6—8 сентября — Единый день голосования
- 10 сентября — VK Видео впервые в России запустило интерактивный контент[149]
- 11 сентября — Из приграничной зоны Курской области эвакуировано более 150 тысяч жителей[150][151]
- 18 сентября — Российское продовольственное эмбарго продлено до 31 декабря 2026 года[152][153]
- 20 сентября — Принят перечень стран, которые навязывают «деструктивные неолиберальные идеологические установки»[154][155]

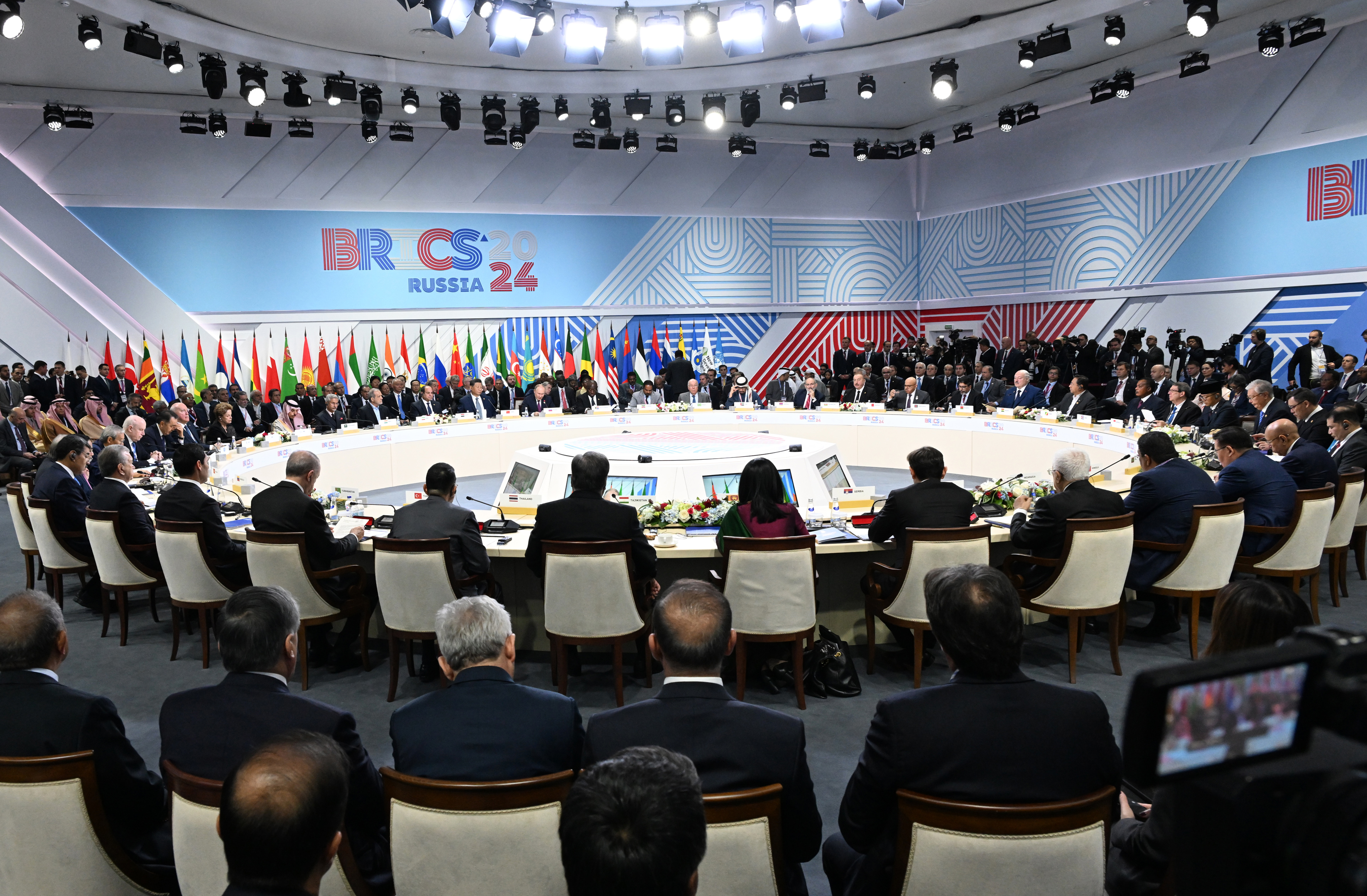
XVI саммит БРИКС

### Октябрь
- 2 октября — Презентована концепция первого российского водородного поезда[англ.][156]
- 22—24 октября — XVI саммит БРИКС (Казань)[157][158]
- 25 октября
  - Банком России размер ключевой ставки повышен до 21 %[159]
  - В обращение введена новая модернизированная банкнота номиналом пять тысяч рублей. Купюра заменит банкноту образца 1997 года[160]
- 26 октября — Введена норма, согласно которой право на получение разрешения на временное проживание иностранцев в России в упрощённом порядке на основании брака с гражданином России предоставляется только после трёх лет после заключения брака[161][162]
- 27 октября — На Камчатке введена чрезвычайная ситуация регионального характера из-за птичьего гриппа[163]
- 29 октября — Суд наложил на Google штраф в два ундециллиона рублей за отказ разблокировать аккаунты 17 российских телеканалов на видеохостинге YouTube[164][165]

### Ноябрь
- 1 ноября — В российской части Арктики в архипелаге Земля Франца-Иосифа в Северном Ледовитом океане из-за глобального потепления исчез остров Месяцева. Остров состоял из льда и растаял в течение 10 лет[166][167]
- 5 ноября — Роскосмос одновременно запустил 51 космический аппарат российского производства в космос, установив рекорд по количеству запущенных за раз спутников[168][169]
- 6 ноября — Спущен на воду атомный ледокол «Чукотка»[170]
- 9 ноября — Ратифицирован договор о всеобъемлющем стратегическом партнерстве между Россией и Северной Кореей[171][172][173]
- 16 ноября — Газпром приостановил поставки газа одному из главных клиентов в Европе OMV Gas Marketing & Trading[174]
- 20 ноября — Ту-214 с российскими комплектующими совершил первый полёт[175]
- 21 ноября — Приостановлена эксплуатация половины авиапарка Airbus A320/A321neo российских авиакомпаний из-за проблем с ремонтом двигателей[176]
- 26 ноября — В Иркутской области открыто месторождение газа «Илгинское» с запасами 135,4 млрд м3 газа и 4,4 млн тонн конденсата[177]
- 29 ноября — Налог на прибыль для «Транснефти» повышен с 2025 года до 40 процентов[178][179]

### Декабрь
- 15 декабря — В Керченском проливе потерпели крушение танкеры «Волгонефть-212» и «Волгонефть-239». Произошёл разлив мазута. Площадь загрязнения достигла 400 км²[180][181][182]
- 16 декабря — Картина Ильи Репина «Иван Грозный и сын его Иван» возвращена в Третьяковскую галерею после реставрации от последствий нападения вандалов 2018 года[183]
- 17 декабря
  - Ростов переименован в Ростов Великий[184]
  - Маркетплейсы обязали подтверждать качество размещаемых товаров[185]
  - Врачи освобождены от уголовной ответственности за небезопасные услуги[186][187]
- 20 декабря — Россия списала Сомали 48,1 миллиона долларов долга по кредитам, выданным СССР[188][189]
- 22 декабря — Возобновлены поставки нефти из России в Венгрию по нефтепроводу «Дружба»[190][191]
- 23 декабря — АвтоВАЗ начал производство Lada Niva Sport[192]
- 28 декабря — Разрешено открывать рублевые счета и оформлять кредит в банке удаленно при помощи единой системы биометрии[193]
- ВКонтакте впервые обошла YouTube по охвату среди россиян. За декабрь 2024 года численность пользователей ВКонтакте из России составила 92 миллиона человек[194].

## В спорте
- 21 февраля — 3 марта — Игры Будущего[195]
- 2—8 марта — Аэрофлот Опен 2024[196]
- 14—19 апреля — Чемпионат России по плаванию 2024 (Казань)[197]
- 23 апреля — Ян Непомнящий занял третье место на турнире претендентов 2024[198][199]
- 26 апреля — Мирра Андреева побила рекорд WTA, одержав семь побед на турнирах WTA 1000 до 17 лет[200]
- 16 июня — Людмила Самсонова выиграла турнир WTA-250 в Хертогенбосе (Нидерланды) в одиночном разряде[201][202]
- 12—23 июня — Спортивные игры БРИКС 2024[203]
- 17 июля — Елизавета Жаткина установила рекорд России в тяжёлой атлетике, взяв в толчке 98 кг[204]
- 21—25 августа — Кубок дружбы по баскетболу (Пермь)[205][206][207]
- 4 сентября — Владимир Свиридов завоевал золото Летних Паралимпийских игр в толкании ядра, установив новый мировой рекорд[208]
- 17 октября
  - Муслим Гаджимагомедов защитил титул чемпиона мира во версии WBA[209]
  - Альберт Батыргазиев защитил титул чемпиона мира во версии IBA[210]
- 20 октября — Яна Бурлакова заняла 1 место на чемпионате мира по трековым велогонкам[англ.] в гите на 500 метров[211]
- 22 октября — Создана Премьер-Лига для профессиональных гимнастов[212]
- 15 ноября — Сборная России по футболу установила рекорд по забитым голам за игру[213]
- 11 декабря
  - Мирон Лифинцев завоевал золото на дистанции 100 метров на спине на чемпионате мира по плаванию на короткой воде (, Будапешт)[214][215]
  - Мирон Лифинцев, Кирилл Пригода, Арина Сурковаи Дарья Трофимова завоевали золото в смешанной комбинированной эстафете 4 по 50 метров на чемпионате мира по плаванию на короткой воде, установив новый рекорд Европы (, Будапешт)[216][217]
- 21 декабря — Аделия Петросян выиграла чемпионат России по фигурному катанию[218]
- 29 декабря — Володар Мурзин выиграл чемпионат мира по рапиду[219]

## В науке
- 30 января — В МФТИ создан прототип компактного терминала космической лазерной связи[англ.][220]
- 12 марта — В одной из башен архитектурного комплекса «Тумги» найдены монеты Золотой Орды. Клад состоит из пяти медных и одиннадцати серебряных монет, относящихся к середине XIV века, периодам правления ханов Узбек-хана, Хаджи и Тохтамыша[221][222]
- 21 марта — В двух арктических термокарстовых озерах полуострова Ямал в Западной Сибири обнаружены ДНК мамонтов и шерстистых носорогов[223][224][225]
- 27 марта
  - В Западной Сибири обнаружили новый вид сусликов S. vorontsovi sp. nov. Для них характерны более тёмная окраска и крупные размеры[226][227]
  - В Тимашёвском районе Краснодарского края найдены два сарматских погребения II - I века до н.э.[228]
- 4 апреля — В Хабаровском крае на территории археологического памятника «Чертов плес» найдена мастерская охры возрастом 2000 лет, принадлежащая польцевская культуре[229][230]
- 5 апреля
  - Центр им. Гамалеи создал препарат для лечения бактериальных инфекций, возникших вследствие устойчивости организма к антибиотикам. Препарат эффективен против синегнойной палочки, кишечной палочки, бактерии клебсиеллы[231][232]
  - Раскрыт участок генома, отвечающий за узорчатость карельской березы[233]
- 11 апреля — Учёными из Москвы и Рязанского государственного медицинского университета создано средство, которое останавливает кровь (гемостатик) за 15 секунд. Препарат разработан на основе модификации гиалуроновой кислоты[234][235]
- 12 апреля — В Кинель-Черкасском районе Самарской области найдено древнемадьярское захоронение IX века[236]
- 15 апреля — В Чёрном море обнаружен новый микроорганизм. Микроорганизм относится к протистам. Микроорганизм получил название «Thraustochytrium aureum ssp. strugatskii»[237][238]
- 17 апреля — Учёными Северо-Кавказского федерального университета совместно с учёными Техасского университета разработаны вещества для лечения агрессивных форм рака, которые в 700-1500 раз менее токсичны по отношению к здоровым клеткам. Представлены три класса соединений — 2-арил-2-(3-индолил) гидроксамовых кислот, а также синтезированы два вида аналогов гидроксамовых кислот — ацетамиды и оксазолины[англ.], которые не теряют «защищенного» соединения[239][240]
- 18 апреля — На горе Ачишхо найдены две гробницы периода среднего бронзового века[241][242]
- 25 апреля — РНИМУ имени Пирогова и Институтом биоорганической химии имени М. М. Шемякина и Ю. А. Овчинникова РАН создан препарат для лечения болезни Бехтерева[243][244]
- 3 июня — В космосе успешно испытана лазерная связь[англ.] между двумя космическими аппаратами[245]
- 13 июня — В Дубне запущен сверхпроводящий коллайдер протонов и тяжёлых ионов NICA[246]
- 8 июля — В Чемальском районе Алтая обнаружен некрополь из 12 объектов IV века[247][248]
- 9 июля — В Абакане найдено древнее поселение таштыкской культуры[249]
- 29 июля — При раскопках в устье Оми обнаружен культурный слой первой половины XVII века[250]
- 30 июля — Учёными Института химической биологии и фундаментальной медицины СО РАН и Новосибирского института органической химии обнаружено соединение солоксолон пара-метиланилид, препятствующее проникновению раковых клеток опухолей головного мозга в здоровые ткани[251]
- 16 августа — В Астахове и поселке Молодежном Каменского района Ростовской области обнаружено 12 погребений эпохи средней и поздней бронзы[252]
- 23 августа — В Ингушетии обнаружен средневековый комплекс с башней и склепом[253]
- 29 августа — Учёные из Новосибирского государственного технического университета разработали ветрогенератор, работающий при сверхнизких температурах, способный добывать энергию в Арктике[254]
- 30 августа — В Темрюкском районе в районе станицы Тамань обнаружен некрополь и захоронения эпохи Средневековья[255]
- 17 сентября — В Мензелинском районе Татарстана при раскопках в Новобиксинтеевском могильнике найдено 9 погребений первобытных людей каменного века[256][257]
- 3 октября — В 30 км от Анапы на территории античного города Лабрис найдено женское погребение I века до нашей эры[258][259]
- 22 октября — В Адыгее найдено погребение IV тысячелетия до н. э. Погребение относится к Майкопской культуре[260]
- 23 октября — Первый в России противоопухлевой препарат прошёл первую фазу клинических испытаний. Испытания показали эффективность в подавлении роста опухоли молочной железы[261]
- 5 ноября — Около Торопца найдены постройки и 30 погребений X-XIII веков[262]
- 27 декабря — На Таймыре впервые за 40 лет обнаружен считавшийся утраченным сибирский осётр[263]

## В культуре
- 19—26 апреля — Московский международный кинофестиваль 2024[264][265]
- Июнь — июль — VK Fest 2024[266][267]
- 11—14 сентября — 10-й Санкт-Петербургский международный форум объединённых культур[268][269][270]
- 31 августа — 1 сентября — Московский медиафестиваль[271][272]
- 23 октября — ЖАРА Media Awards 2024[273]

## Без точной даты
- Объединение ВТБ банка и банка Открытие[274]
- Испытание первого в России судна на водородном топливе Крыловским государственным научным центром (прогулочный катер «Экобалт», способный вместить 12 человек)[275]

## Умерли
- 4 января
  - Константин Желдин, актёр[276]
  - Елена Демидова, режиссёр-документалист[277]
- 11 января — Юрий Соломин, актёр, режиссёр[278]
- 14 января — Лев Рубинштейн, поэт[279][280]
- 11 февраля — Нина Молева, искусствовед[281][282]
- 15 февраля — Дмитрий Марков, российский фотограф[283]
- 16 февраля — Алексей Навальный, политический и общественный деятель[284]
- 28 февраля — Николай Рыжков, советский и российский государственный деятель[285][286]
- 2 марта — Валерий Ивченко, советский и российский актёр театра и кино[287][288]
- 9 марта — Николай Дураков, хоккеист[289][290]
- 13 марта — Наталия Касаткина, советская и российская артистка балета и балетмейстер, солистка Большого театра (1954—1976). Начиная с 1977 года и до конца жизни вместе с мужем, танцовщиком Владимиром Василёвым (1931—2017), руководила Театром классического балета Н. Касаткиной и В. Василёва. Народная артистка РСФСР (1984)
- 15 марта — Александр Ширвиндт, советский и российский актёр театра и кино, театральный режиссёр[291][292]
- 18 марта — Константин Кольцов, белорусский хоккеист, крайний нападающий. Тренер Салавата Юлаева. Заслуженный мастер спорта Республики Беларусь
- 19 марта — Василий Уткин, российский спортивный журналист и телекомментатор, теле- и радиоведущий, блогер, шоумен и актёр[293][294]
- 25 марта — Александр Терешко, актёр театра и кино[295]
- 31 марта — Светослав Пелишенко, советский и российский сценарист, капитан команды КВН Одесского государственного университета[296].
- 2 апреля — Татьяна Конюхова,  советская и российская актриса[297][298]
- 8 апреля — Евгений Кунгуров, оперный и эстрадный певец[299][300]
- 9 апреля — Владимир Аксёнов, лётчик-космонавт, дважды Герой СССР[301]
- 18 апреля
  - Александр Пономарёв, актёр, режиссёр[302]
  - Фёдор Петрухин, режиссёр[303]
- 14 мая — Максим Кононенко, журналист и программист, публицист[304][305]
- 16 мая — Сергей Андрияка, художник[306][307]
- 30 мая — Анастасия Заворотнюк, актриса[308]
- 1 июня — Артур Чилингаров, советский и российский учёный-океанолог, исследователь Арктики и Антарктики[309]
- 2 июня — Инна Алабина, советская и российская актриса театра и кино[310]
- 18 июня — Константин Куксин, этнограф, путешественник, основатель «Музея кочевой культуры»[311][312]
- 24 июня — Анна Дмитриева, советская теннисистка, советская и российская спортивная журналистка, комментатор[313]
- 6 июля — Аза Лихитченко, советская и российская телеведущая, диктор Центрального телевидения СССР[314]
- 11 июля — Любовь Стриженова, советская и российская актриса театра и кино[315]
- 5 августа — Вячеслав Иванов, советский гребец (академическая гребля), трёхкратный олимпийский чемпион[316][317]
- 13 августа — Ирина Подъяловская, советская легкоатлетка, чемпионка и призёр чемпионатов СССР, рекордсменка СССР и мира[318]
- 14 августа — Александр Ушаков, советский и российский биатлонист, трёхкратный чемпион мира[319]
- 23 августа — Александр Бялко, журналист, литератор, игрок телеклуба «Что? Где? Когда?»[320][321]
- 8 сентября — Александр Масляков, советский и российский телеведущий, руководитель и ведущий телепередачи «КВН»[322]
- 11 сентября — Николай Сванидзе, советский и российский журналист и общественный деятель[323]
- 25 сентября — Роман Мадянов, советский и российский актёр театра и кино[324]
- 1 октября — Вячеслав Добрынин, советский и российский композитор, эстрадный певец[325][326][327]
- 19 октября — Андрей Егоршев, российский теле- и радиоведущий[328]
- 13 ноября — Алексей Зимин, российский журналист, телеведущий[329]
- 16 ноября — Светлана Светличная, советская и российская актриса театра и кино[330]
- 30 декабря — Майя Ивашкевич, советская и российская актриса театра и кино[331]
- 31 декабря — Инна Выходцева, советская и российская актриса, дубляжа театра и кино[332]